# 属和音
属和音（ぞくわおん、英語：dominant chord）とは、主音の完全五度上にあたる属音（ドミナント）を根音とした和音（Vの和音）。

## 概要
属和音とは、属音が根音にあたる和音全般を指す。後述の属七の和音およびドミナント・マイナー・コードを含む。Vsus4やIIm7(onV)なども属和音と呼ばれることがある。
ハ長調の場合の属和音は、根音がソであるGであり、その構成音はソ・シ・レから成る。カデンツの理論では、機能和声として、属和音のあとは必ずトニックコードに移行する。ただし、ポピュラー音楽やブルースではカデンツが守られていないことがままあり、属和音から下属和音に移行する例も少なくない。

## 属七の和音
属三和音に短七度の音を加えた七の和音（V7）。

## ドミナント・マイナー・コード
属和音のうち、第3音を半音下げた短三和音。一般的に、短七度を加えて短七の和音にする（Vm7）。例えば、ハ長調の場合のドミナント・マイナー・コードはGm7で、構成音はソ・シ♭・レ・ファ。
この例に限り、下属和音であるIVに移行することができる。
Vm7→IV

## 属和音を用いた主なコード進行
- カノン進行（I→V→VIm→IIIm→IV→I→IV→V）（ハ長調：C→G→Am→Em→F→C→F→G）
- 王道進行（IV→V→IIIm→VIm）（ハ長調：F→G→Em→Am）
- 小室進行（VIm→IV→V→I）（ハ長調：Am→F→G→C）
- 1645進行（I→VIm→IV→V）（ハ長調：C→Am→F→G）